# 2017年阿斯塔納世界博覽會新加坡館
2017年阿斯塔納世博會新加坡館是2017年阿斯塔納世界博覽会代表新加坡的展館，位於世博園406展區。新加坡館的主題為「小城市、大创意」，館內展示新加坡计划的可持续能源领域的创意和创新技术。

## 圖集

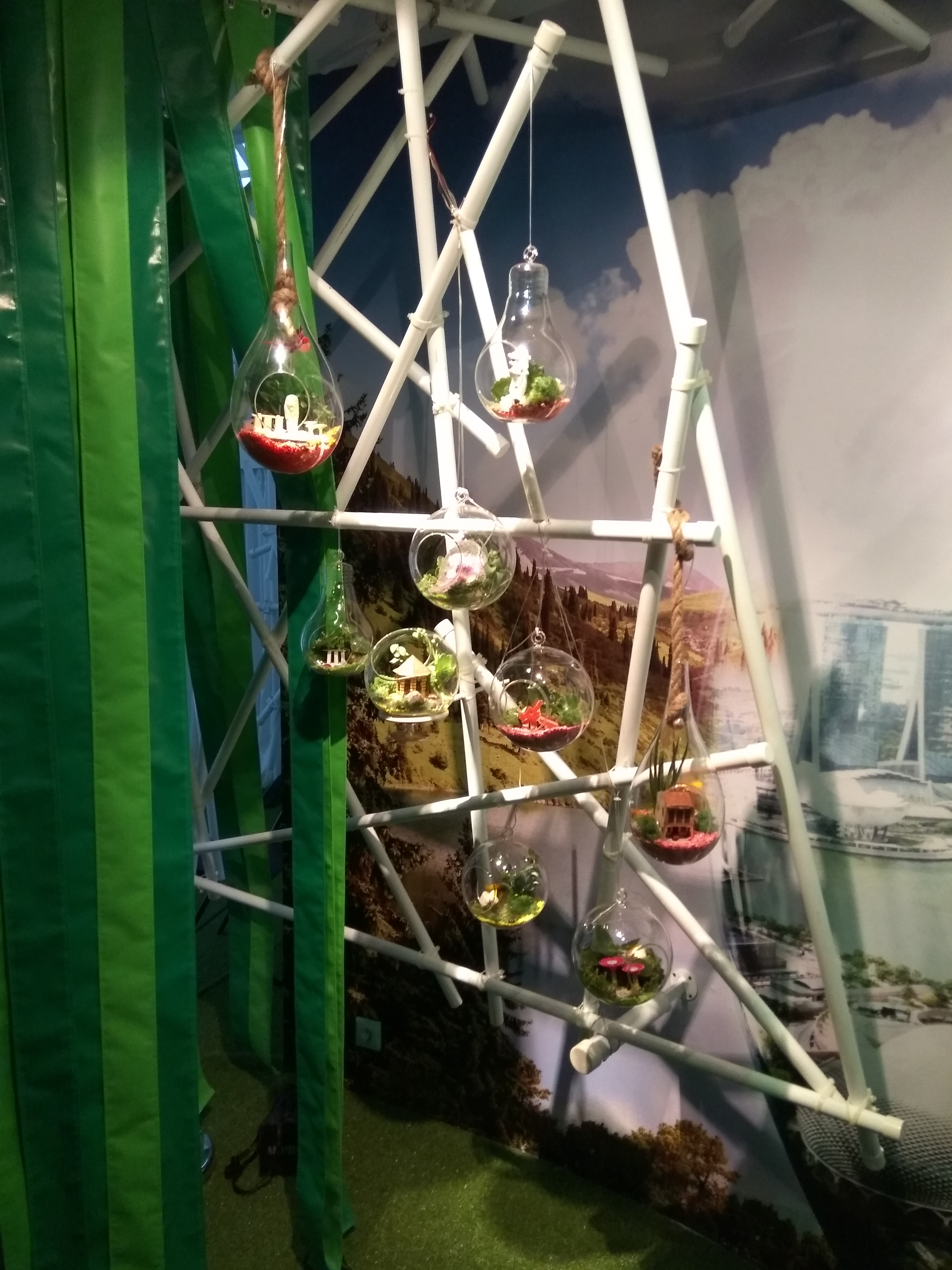
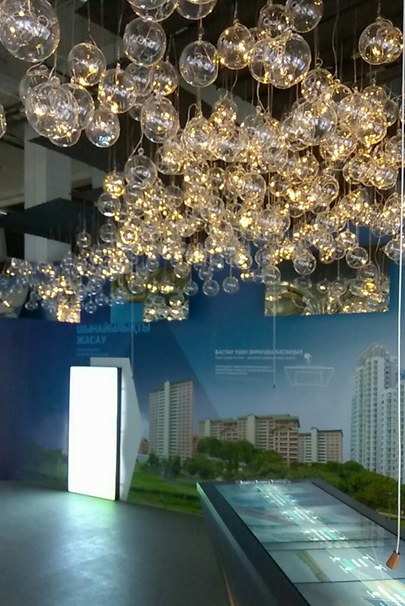